# Cactoblastis cactorum
Cactoblastis cactorum é um inseto, nativo da Argentina, parasita dos cactos do gênero Opuntia, largamente utilizado em ambientes exóticos, como a Austrália para o controle biológico daquele vegetal, através de sua introdução artificial.